# Joseph Bouchardy
Joseph Bouchardy (* März 1810 in Paris; † 28. Mai 1870 in Châtenay (Département Hauts-de-Seine)) war ein französischer Theaterdichter.

## Leben und Werk

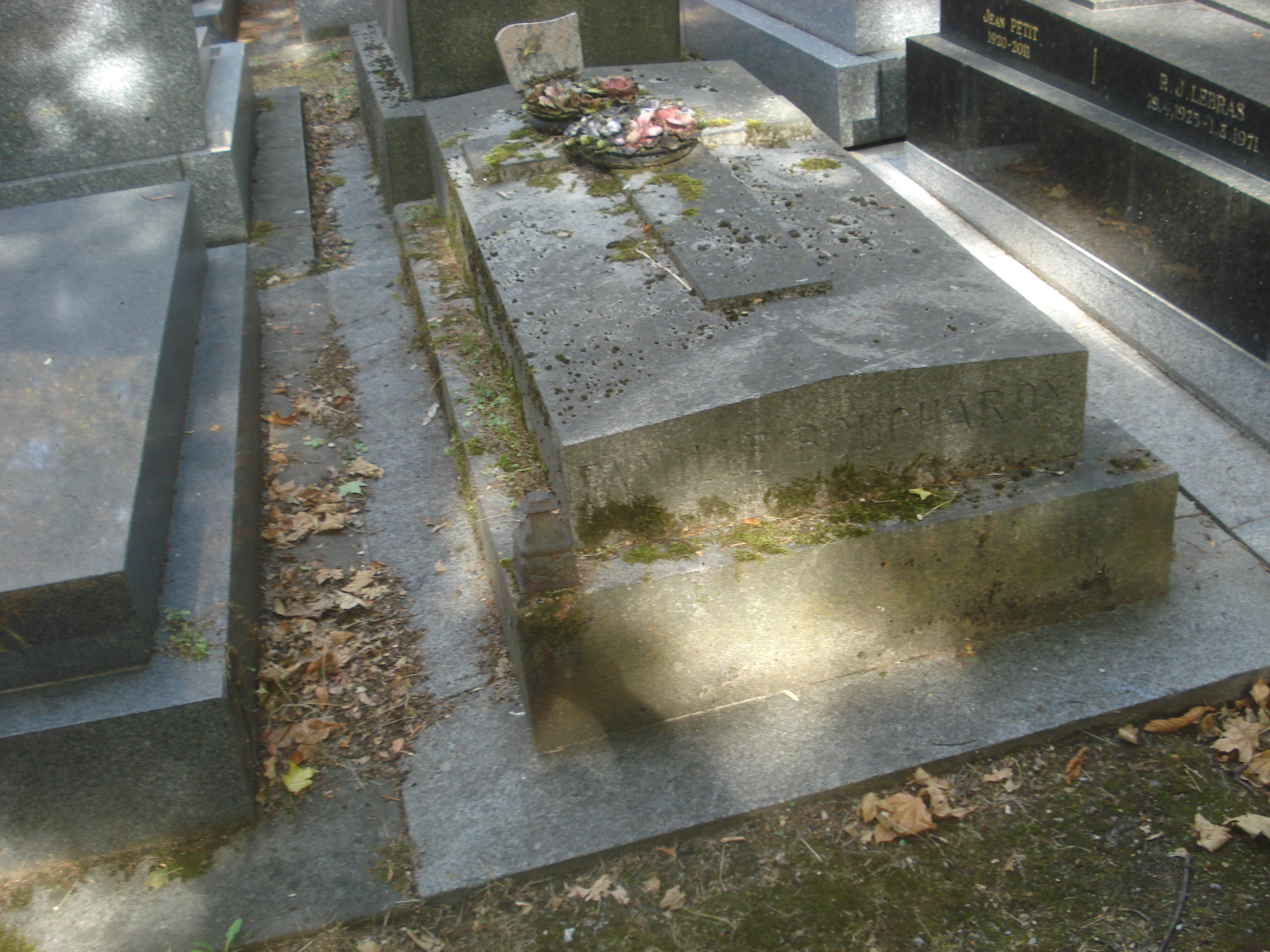
Familiengrab im Cimetière de Montmartre

Joseph Bouchardy entstammte der Künstlerfamilie Bouchardy, widmete sich zuerst der Kupferstecherkunst und lieferte eine Anzahl von Blättern in Aquatintamanier. Damm wandte er sich der Bühne zu, für die er, anfangs in Gemeinschaft mit Eugène Deligny, Vaudevilles und andere Stücke schrieb. So gab er mit Deligny 1836 das Vaudeville Le fils du bravo und das Drama Hermann l’ivrogne heraus. Diesen beiden Werken folgten bald zahlreiche andere Schauspiele für die Theater de la Porte-Saint-Martin, de la Gaîté und de l’Ambigu-Comique. Von diesen Dramen fanden namentlich Gaspardo le pêcheur (1837), Le sonneur de Saint-Paul (1838) und Lazare le pâtre (1840) großen Beifall und wurden auf den Boulevardtheatern hunderte Male hintereinander aufgeführt. Es sind Spektakelstücke mit großem Schaugepränge und von vortrefflicher Architektonik. Gerühmt wurden Bouchardys Bühnengewandtheit, die geschickte Anlage seiner Stücke und die Schlichtheit seiner Dialoge.
Später brachte Bouchardy noch einige Dramen, wie Philidor (1860) und L’armurier de Santiago (1868), zur Aufführung, aber ohne an den früheren Erfolg anknüpfen zu können. Er starb 1870 im Alter von 60 Jahren in Châtenay.

## Weitere Werke
- Longue-Epée le Normand, Drama, 1837.
- Christophe le Suédois, Drama, 1839.
- Paris le Bohémien, Drama, 1842.
- Les enfants trouvés, Drama 1843.
- Les orphelines d’Anvers, Drama, 1844.
- La sœur du muletier, Drama, 1845.
- Bertram le matelot, Drama, 1847.
- La croix de saint Jacques, Drama 1849.
- Jean le cocher, Drama, 1852.
- Le secret des cavaliers, Drama, 1856.
- Micaël l’esclave, Drama, 1859.